# Section 28
La Section 28 ou l'article 28 de l'acte de gouvernement local de 1988 était un amendement controversé à l'acte de gouvernement local de 1986 au Royaume-Uni, abrogé le 21 juin 2000 en Écosse et le 18 novembre 2003 dans le reste du Royaume-Uni par la section 122 de l'acte de gouvernement local de 2003.
L'amendement prescrivait que l'autorité locale « ne devait pas promouvoir intentionnellement l'homosexualité ou publier de documents dans l'intention de promouvoir l'homosexualité » ou « promouvoir l'enseignement dans aucune école publique de l'acceptabilité de l'homosexualité en tant que prétendue relation familiale ». La première prescription, cependant, ne devait pas être « considéré[e] comme interdisant de faire quoi que ce soit dans le but de traiter ou de prévenir la propagation d'une maladie ».

## Contexte
La section 28 est adoptée quelques années après une période de transition qui voit la société britannique passer d'une pénalisation de l'homosexualité à une situation où celle-ci est légale mais encore ostracisée. Des débats ont eu lieu à ce sujet dans les années 1950 et la dépénalisation des rapports sexuels homosexuels est adoptée en 1967 pour les hommes âgés de plus de 21 ans (Sexual Offences Act 1967).
Dans les années 1980, les premiers cas de SIDA sont rapportés. Les premières victimes répertoriées sont un groupe d'hommes gays et la maladie est progressivement associée dans les médias, et surtout dans le monde médical, aux hommes gays et bisexuels. Cette association fait empirer la stigmatisation que ces groupes subissent et est corrélée avec des niveaux plus élevés de préjugés, notamment des comportements homophobes et biphobes.
L'augmentation de cette hostilité envers l'homosexualité culmine en 1987, l'année précédant l'adoption de cette législation. Selon le British Social Attitudes Survey (en), l'étude statistique annuelle réalisée par le National Centre for Social Research (en), cette fois ci 64 % (contre 50% en 1983) de la population estime qu'une activité homosexuelle est « toujours ou la plupart du temps mauvaise », seulement 11 % estimant qu'elle n'est jamais mauvaise, alors qu'en 1983, cinq ans avant l'adoption de l'amendement, un sondage BSAS révélait que 61 % de l'électorat conservateur et 67 % des travaillistes pensaient que l'homosexualité était « toujours ou la plupart du temps mauvaise »,,.

## Historique

### Affaire du livreJenny Lives with Eric and Martin
En 1983 le livre Jenny Lives with Eric and Martin est traduit en anglais. Il s'agit de l'un des premiers livres pour enfant en langue anglaise à aborder la question de l'homosexualité et de l'homoparentalité, visant à donner aux enfants des informations sur des types de relations de familles alternatives. Le livre est à l'origine d'une vaste polémique et de débats qui mènent in fine à l'adoption de la Section 28.
Le Parti conservateur dénonce en effet la présence de ce livre dans deux écoles de Grande-Bretagne, l'accusant de corrompre les mœurs de la jeunesse. Pour les conservateurs, la question de l'utilisation des dépenses publiques est primordiale. Ils critiquent la façon dont des institutions publiques comme les town councils (conseils municipaux) généralement plutôt de gauche gèrent les dépenses publiques. Le Greater London Council, sous la direction de Ken Livingstone, redistribuait de l'argent public à des groupes défendant les intérêts des minorités. Le Greater London Council est alors complètement démantelé avec l'application de la Local Government Act 1985 (en) sous le gouvernement de Margaret Thatcher.
Margaret Thatcher, Première ministre conservatrice à l'époque, s'insurge publiquement : « Les enfants qui ont besoin qu'on leur apprenne à respecter des valeurs traditionnelles apprennent qu'ils ont un droit inaliénable à être gays. On les trompe en les privant d'un bon départ dans la vie ».

### Opposants à la Section 28
Dans les écoles, le personnel enseignant avait constaté des problèmes d'intimidations et de harcèlement homophobes, allant souvent de pair avec des insultes ayant trait à la sexualité des personnes ciblées. Pour les critiques de la loi, la Section 28 créait une incertitude qui poussait les professeurs à ne pas aborder le problème de l'homophobie, voire pouvait être interprétée comme une façon de laisser le champ libre aux stigmatisations homophobes. Cela pouvait également dissuader d’aborder la prévention des maladies sexuellement transmissibles, en cette époque de montée de l’épidémie de Sida, particulièrement chez le public homosexuel.

## Application de l'amendement
Cet amendement ne créant pas de délit, aucune poursuite ne fut menée sous cette charge. Des associations d'aide aux étudiants LGBT furent cependant interdites par des universités, de peur de transgresser la loi.
La Section ou l'article 28 est parfois appelé(e) Clause 28 ou Section 2A.